# Andrzej Madrak
Kazimierz Andrzej Madrak (ur. 21 września 1955 w Mrągowie) – polski ekonomista. Działacz opozycji antykomunistycznej oraz związkowy.

## Życiorys
Absolwent Uniwersytetu Mikołaja Kopernika w Toruniu, Wydz. Nauk Ekonomicznych (1978). 1979–1982 pracownik Fabryki Zegarów i Wodomierzy Metron Toruń.
Po wprowadzeniu stanu wojennego 13 grudnia 1981, został internowany w Ośrodkach Odosobnienia w Potulicach. W marcu 1982 zwolniony. Po manifestacji 3 maja 1982 Toruniu kolejny raz internowany w Ośrodku Odosobnienia w Strzebielinku, z którego został zwolniony we wrześniu 1982. 

## Odznaczenia
- Odznaka Zasłużony Działacz Kultury (2001),
- Srebrny Krzyż Zasługi (2001),
- Krzyż Oficerski Orderu Odrodzenia Polski (2011),
- Krzyż Wolności i Solidarności (2015).

## Linkowania zewnętrzne
- Kazimierz Andrzej Madrak - biohram, encysol.pl. encysol.pl. [zarchiwizowane z tego adresu (2018-07-15)].